# Anthomyza paraneglecta
Anthomyza paraneglecta is een vliegensoort uit de familie van de Anthomyzidae. De wetenschappelijke naam van de soort is voor het eerst geldig gepubliceerd in 1968 door Elberg.